# Tovomita guianensis
Tovomita guianensis är en tvåhjärtbladig växtart som beskrevs av Jean Baptiste Christophe Fusée Aublet. Tovomita guianensis ingår i släktet Tovomita och familjen Clusiaceae. Inga underarter finns listade i Catalogue of Life.